# Бронка
Бронка (пол. Bronka) — село в Польщі, у гміні Бранськ Більського повіту Підляського воєводства. Населення — 139 осіб (2011).

## Історія
У першій половині XVIII століття в селі ще мешкали українці, які належали до уніятської парафії в Бранську.
У 1975—1998 роках село належало до Білостоцького воєводства.

## Демографія
Демографічна структура станом на 31 березня 2011 року:
|          | Загалом | Допрацездатний вік | Працездатний вік | Постпрацездатний вік |
| -------- | ------- | ------------------ | ---------------- | -------------------- |
| Чоловіки | 74      | 12                 | 46               | 16                   |
| Жінки    | 65      | 18                 | 27               | 20                   |
| Разом    | 139     | 30                 | 73               | 36                   |